# Olecko
Olecko [ɔˈlɛtskɔ] (deutsch bis 1928 Marggrabowa (umgangssprachlich auch Oletzko), 1928–45 Treuburg) ist eine Stadt in der Woiwodschaft Ermland-Masuren in Polen. Sie ist Sitz der gleichnamigen Stadt-und-Land-Gemeinde mit 21.957 Einwohnern (Stand 31. Dezember 2020).

## Geographische Lage
Die Stadt liegt im nordöstlichen Masuren an der Mündung des Flusses Lega (früher Oleg) in den Jezioro Oleckie Wielkie (Großer Oletzkoer See, 1928–1945 Großer Treuburger See) an dessen westlichem Ufer, etwa 25 Kilometer nordnordöstlich der Stadt Ełk (Lyck) und 30 Kilometer südwestlich der Stadt Suwałki (Suwalken).

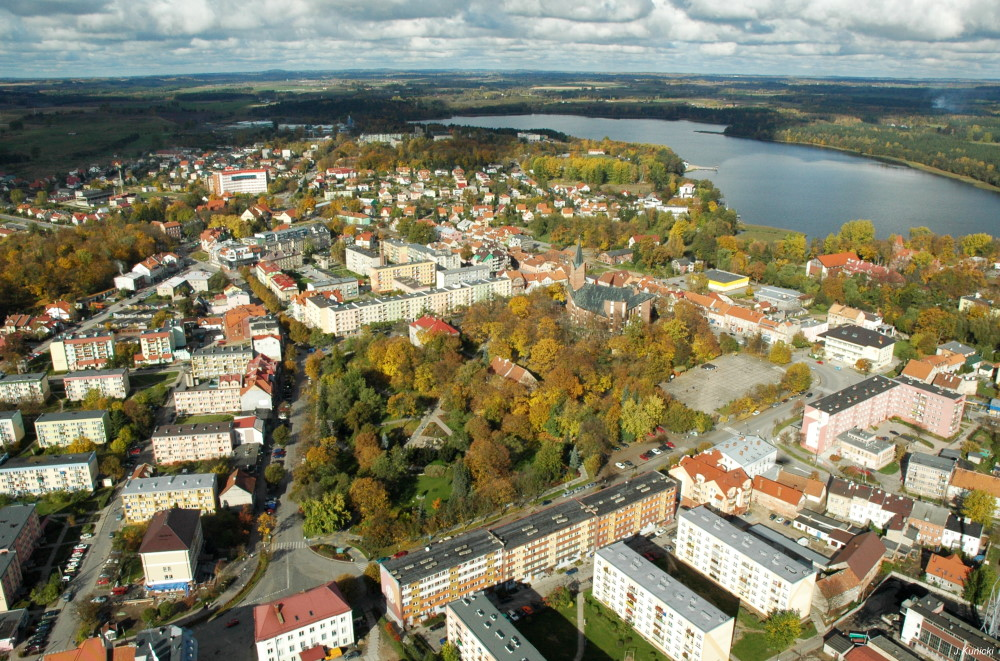
Stadtbild aus der Vogelperspektive

## Stadtgliederung

### Bis 1945
Bis 1945 gehörten vier Ortschaften zur Stadtgemeinde bzw. Stadt Marggrabowa (Oletzko)/Treuburg:
- Birkenort (Skowronki)
- Elisenhöhe (Siejnik)
- Grüneberg (Zielonówek)
- Legahof (Lesk)

### Nach 1945
Heute gliedert sich die Stadt (Miasto) Olecko in sechs Stadtteile und Siedlungen (polnisch dzielnice i osiedla Olecka):
- Lesk
- Osiedle Nad Lęga
- Osiedle Zielone
- Siejnik
- Śródmieście
- XXX-lecia[1]

## Geschichte

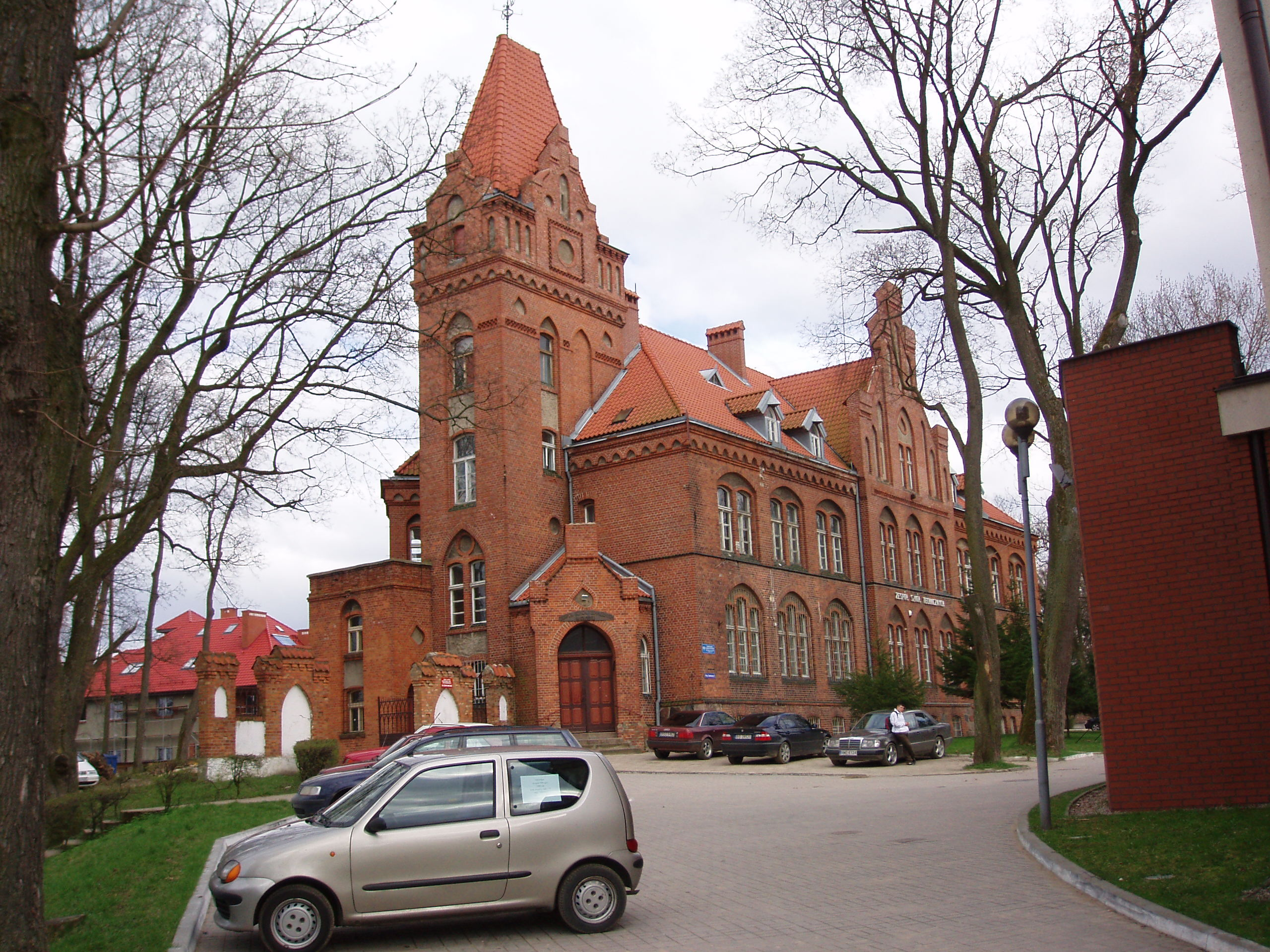
Ehemaliges Kreishaus des Landkreises Treuburg (Aufnahme 2008)

Herzog Albrecht von Preußen, der vor dem Erlangen der Herzogswürde als nichterbender Sohn Markgraf von Brandenburg-Ansbach war, gründete am 1. Januar 1560 die Stadt Marggrabowa (auch Oletzko genannt) und verlieh ihr das Kulmer Recht. Die Gründung der Stadt war zum Andenken an eine in dieser Gegend stattgefundene freundschaftliche Unterredung mit seinem Cousin und Lehnsherrn König Sigismund II. August von Polen-Litauen erfolgt, der seinerseits zeitgleich in seinem eigenen Land – ebenfalls zum Andenken an diese Zusammenkunft – die etwa vierzig Kilometer weiter südostwärts gelegene Stadt Augustowa gründete. Der Ortsname leitet sich vom polnischen Margrabia her, das als Lehnwort aufs deutsche Wort Markgraf zurückgeht. Bereits 1544 hatte an dieser Stelle eine 1599 erstmals erwähnte Jagdhütte namens Oletzko bestanden. Auf einer der Stadt vorgelagerten Halbinsel zwischen Lega und See wurde 1619 das Schloss Oletzko errichtet. Als Ortsname für die Stadt war seither auch Oletzko in Gebrauch. 1709 erlag der größte Teil der Einwohner einer Pestepidemie (1100 Tote, 98 Überlebende). Um 1900 hatte Marggrabowa eine katholische Kirche und eine Synagoge.
Die Stadt war von 1818 bis 1945 Sitz des preußischen Kreises Oletzko (1933 umbenannt in Kreis Treuburg, ab 1939 Landkreis Treuburg). Als Gerichte dienten bis 1828 das Stadtgericht Marggrabowa und das Kreisjustizamt Oletzko, dann bis 1849 das Land- und Stadtgericht Marggrabowa und von 1849 bis 1879 das Kreisgericht Marggrabowa. Von 1879 bis 1945 befand sich hier das Amtsgericht Marggrabowa.
Nach Ende des Ersten Weltkriegs fand 1920 im Abstimmungsgebiet Allenstein / Masuren eine Volksabstimmung statt, in der sich die Bevölkerung für eine Zugehörigkeit zu Ostpreußen oder aber zu Polen entscheiden sollte. In der Stadt Oletzko wurden 3.903 Stimmen für Ostpreußen, jedoch keine für Polen abgegeben. Im Kreis Oletzko wurden nur zwei von 28.627 Stimmen für Polen abgegeben. Ein Ministerialerlass vom 21. Dezember 1928 genehmigte die von der zum Ausdruck gebrachten Treue zu Deutschland abgeleitete Umänderung des Stadtnamens Marggrabowa in Treuburg. Am 27. Juni 1933 wurde dann auch der Kreis in „Kreis Treuburg“ umbenannt; diese Umbenennung beendete die jahrzehntelange Verwirrung um die unterschiedlichen Namen von Stadt (Marggrabowa) und Kreis (Oletzko). Sie wurde von der Bevölkerung begrüßt – im Gegensatz zu den späteren Umbenennungen durch die Nationalsozialisten, die ab 1938 die traditionellen masurischen und altpreußischen Namen vieler Orte der Umgebung durch historisch nicht gerechtfertigte, „rein deutsche“ Bezeichnungen ersetzten.
Gegen Ende des Zweiten Weltkriegs wurde die Stadt im Oktober 1944 geräumt und im Januar 1945 nach Kämpfen von der Roten Armee besetzt. Während der Kriegshandlungen wurde sie zu 80 Prozent zerstört. Bald darauf wurde Treuburg zusammen mit der südlichen Hälfte Ostpreußens unter polnische Verwaltung gestellt. Soweit die Einwohner nicht geflohen waren, wurden sie in der darauffolgenden Zeit vertrieben und durch zuwandernde Polen ersetzt. Die deutsche Stadt Treuburg wurde in Olecko umbenannt.
1946 bis 1975 war Olecko Sitz eines Powiats. Durch eine Verwaltungsreform kam der Ort 1975 zur neu gebildeten Woiwodschaft Suwałki, 1999 dann zu der Woiwodschaft Ermland-Masuren und wurde wieder Powiatsitz.

### Wappen
Blasonierung: „In Silber auf grünem Boden eine blaue dreitürmige Burg mit höherem Mittelturm, belegt mit einem Schild: gespalten, rechts am Spalt ein halber, roter Adler (Brandenburg), links von Silber und Schwarz geviertet (Zollern).“
Die Stadt Marggrabowa erhielt am 1. Januar 1560 ein „gewöhnlich Insiegel“ vom Herzog Albrecht von Preußen mit obigem Wappen, das auch auf dem SIGILLVM CIVITATIS MARGGRABOVIENSIS ANNO 1575 steht.

### Einwohnerzahlen
| Jahr | Ein- wohner | Anmerkungen                                   |
| ---- | ----------- | --------------------------------------------- |
| 1782 | 01.620      | ohne die Garnison (eine Schwadron Bosniaken)  |
| 1831 | 02.490      | zur Hälfte Deutsche, zur anderen Hälfte Polen |
| 1875 | 04.212      | [ 9 ]                                         |
| 1880 | 04.347      | [ 9 ]                                         |
| 1890 | 04.887      | davon 108 Katholiken und 86 Juden (100 Polen) |
| 1900 | 04.878      | meist Evangelische                            |
| 1905 | 05.021      | [ 9 ]                                         |
| 1910 | 05.391      | [ 9 ]                                         |
| 1933 | 06.629      | [ 9 ]                                         |
| 1939 | 07.118      | [ 9 ]                                         |
| 2000 | 16.128      | [ 9 ]                                         |

## Religionen

### Evangelisch

#### Kirchengebäude
Eine evangelische Kirche gibt es in Olecko nicht mehr. Das einstige lutherische Gotteshaus, das auf dem früheren Marktplatz stand, wurde im Zweiten Weltkrieg zerstört und danach abgeräumt. Bei diesem Bauwerk hatte es sich um einen verputzten Backsteinbau aus dem 17. Jahrhundert mit dreiseitigem Schluss und vorgelegtem Westturm gehandelt. Im Jahre 1901 war das Gebäude grundlegend renoviert worden.
Der Altaraufsatz im Inneren der Kirche war eine reiche Schnitzarbeit aus der Werkstatt des Johann Chr. Döbel von 1702, die Kanzel entstand bereits 1692. Die Orgel aus dem 17. Jahrhundert wurde 1857 umgebaut.
Bereits in der Mitte des 16. Jahrhunderts wurden in Marggrabowa zwei amtierende Geistliche genannt, woraus erschlossen wird, dass damals bereits ein Gotteshaus bestand. Beim Tatareneinfall brannte die Kirche im Jahre 1656 nieder, wurde aber wieder aufgebaut.
Auf dem Platz der kriegszerstörten evangelischen Pfarrkirche entstand zwischen 1984 und 1987 ein neues Kirchengebäude als Gotteshaus für die Katholiken.

#### Kirchengemeinde
Im Jahre 1560 wurde in Marggrabowa eine evangelische Kirchengemeinde gegründet, wenige Jahre also nach Einführung der Reformation in Ostpreußen. Im Jahre 1925 zählte sie in der Stadt und näheren Umgebung insgesamt 10.000 Gemeindeglieder in 16 Kirchspielorten. Sie wurden von zwei Geistlichen betreut und seit 1862 durch einen Hilfsprediger verstärkt. Die Pfarrei gehörte bis 1945 zum Kirchenkreis Oletzko/Treuburg in der Kirchenprovinz Ostpreußen der Kirche der Altpreußischen Union.
Aufgrund von Flucht und Vertreibung der einheimischen Bevölkerung brach das kirchliche Leben ein. Eine neue evangelische Gemeinde konnte sich in der Zeit nach 1945 in Olecko nicht bilden. Evangelische Kirchenmitglieder besuchen die Kirchen in Gołdap (Goldap) bzw. Ełk (Lyck), die zur Diözese Masuren der Evangelisch-Augsburgischen Kirche in Polen gehören.

#### Friedhof

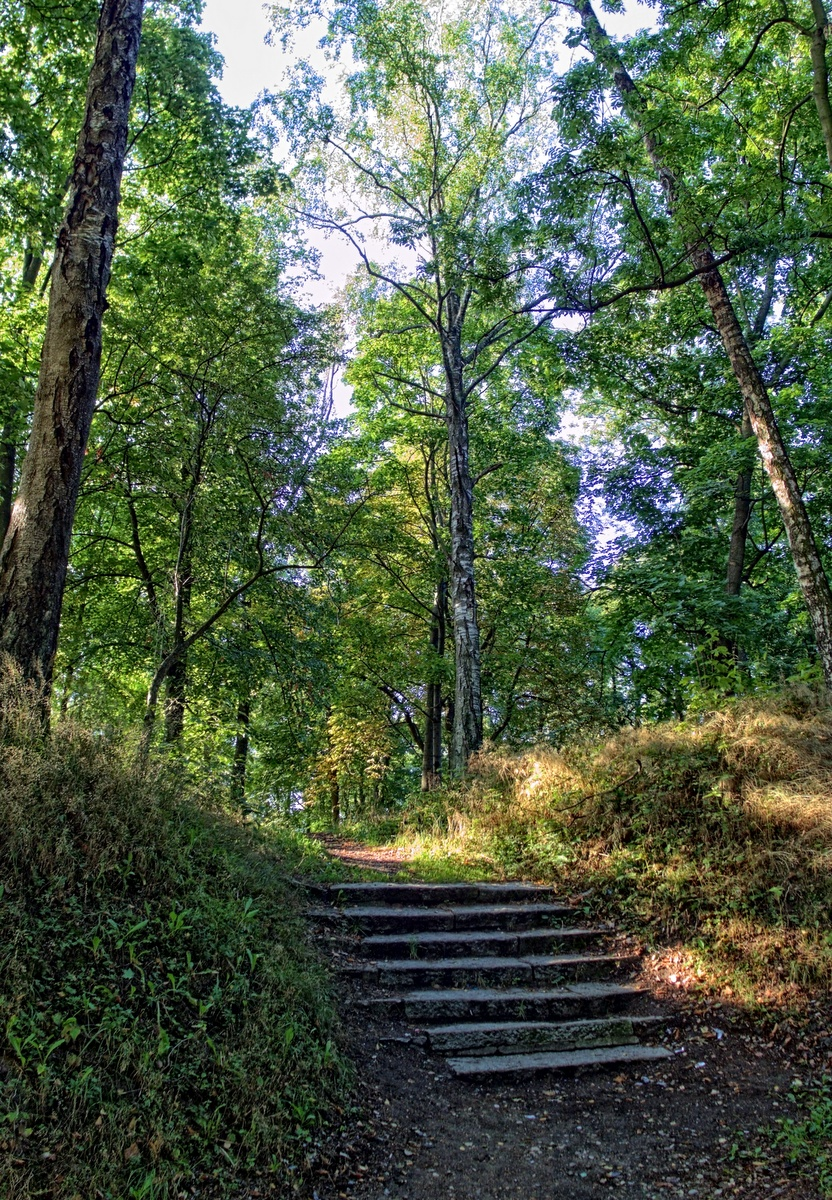
Evangelischer Friedhof in Olecko

In Olecko hat sich ein früherer evangelischer Friedhof (polnisch Cmentarz ewangelicki) erhalten. Er wurde um die Jahrtausendwende neu hergerichtet und am 25. Oktober 2003 wieder eingeweiht.

#### Kirchenkreis Oletzko/Treuburg
Marggrabowa resp. Treuburg war bis 1945 Sitz der Superintendentur für den Kirchenkreis Oletzko/Treuburg, der in etwa dem Umfang des Kreises Oletzko mit einigen dazugehörigen Ortschaften aus dem Kreis Lyck entsprach. Ihm waren neun Kirchengemeinden mit acht Pfarreien zugeordnet:
| Deutscher Ortsname    | Änderungsname 1938 bis 1945 | Gründungs- jahr     | Polnischer Name |
| --------------------- | --------------------------- | ------------------- | --------------- |
| Czychen               | Bolken                      | (Reformationszeit)  | Cichy           |
| Gonsken               | Herzogskirchen              | 1741                | Gąski           |
| Groß Czymochen        | (ab 1928:) Reuß             | 1906                | Cimochy         |
| Marggrabowa (Oletzko) | (ab 1928:) Treuburg         | 1560                | Olecko          |
| Mierunsken/Eichhorn:  |                             |                     |                 |
| ** Mierunsken         | Merunen                     | 1545                | Mieruniszki     |
| ** Szceczinken        | (ab 1916:) Eichhorn         | 1913                | Szczecinki      |
| Schareyken            | Schareiken                  | 1581                | Szarejki        |
| Schwentainen          |                             | 1577                | Świętajno       |
| Wielitzken            | Wallenrode                  | (vorreformatorisch) | Wieliczki       |

### Katholisch

#### Kirchengebäude
In der Stadt Olecko gibt es heute vier katholische Kirchengebäude:

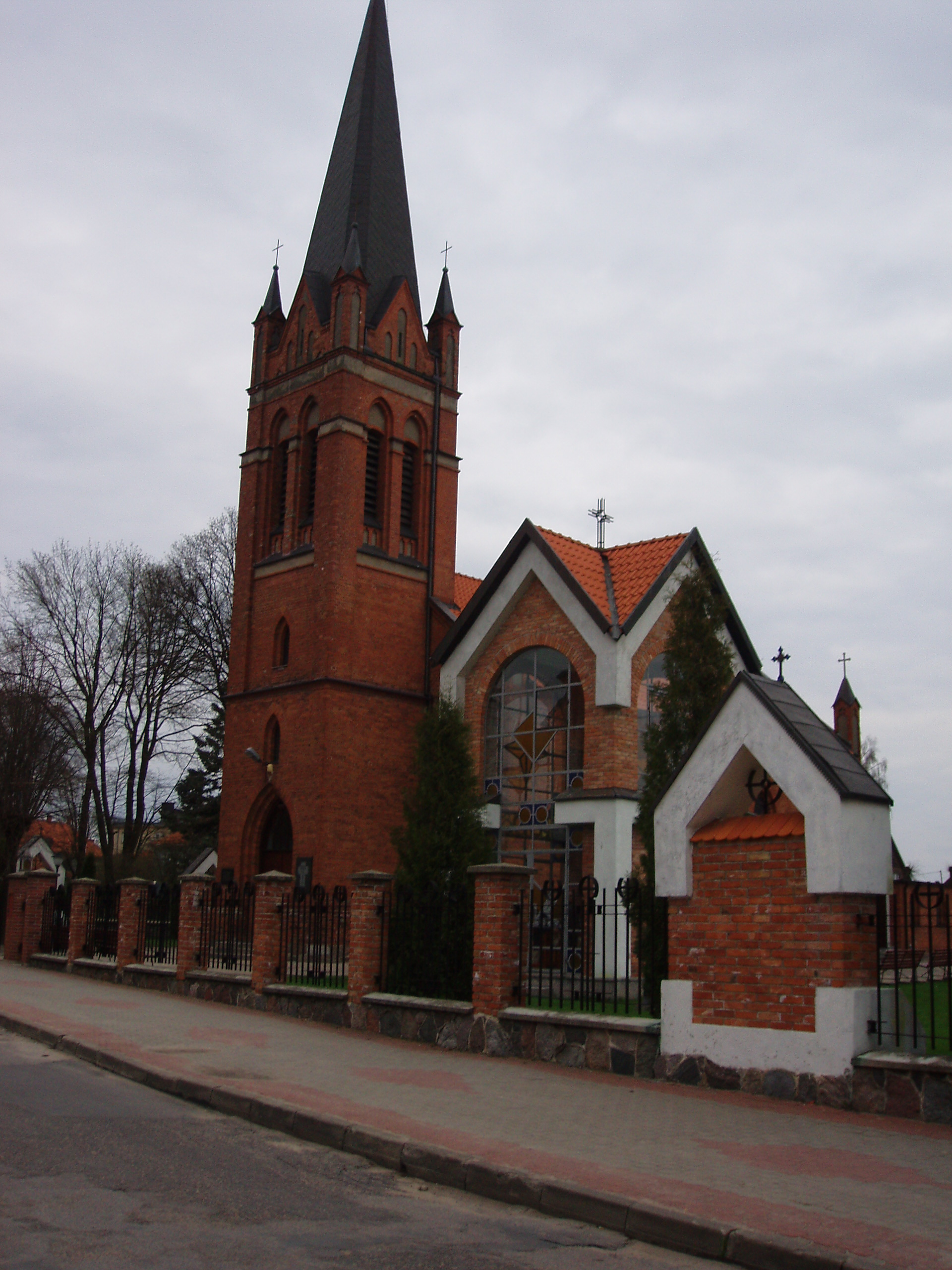
Kreuzerhöhungskirche, erbaut 1862

- Die neugotische Kirche aus den Jahren 1859 bis 1861 bestand somit bereits vor 1945 als katholische Kirche. Im Jahre 1862 wurde die Kirche vom ermländischen Weihbischof Anton Frenzel geweiht. Nach umfangreichen Restaurierungsarbeiten der Jahre 1987 bis 1989 wurde die Kirche erneut geweiht, dieses Mal von Bischof Edmund Piszcz aus Ełk (Lyck). Sie heißt heute Kościół Podwyższenia Krzyża Świętego („Kreuzerhöhungskirche“/„Heilig-Kreuz-Kirche“).
- In den Jahren 1984 bis 1987 wurde an der Stelle der einstigen und im Krieg zerstörten evangelischen Kirche ein neues – nun katholisches – Gotteshaus errichtet.[10] Am 15. August 1987 wurde es von Bischof Edmund Piszcz geweiht. Es trägt den Namen Kościol Niepokalanego Poczęcia Maryi Panny („Mariä-Empfängnis-Kirche“).

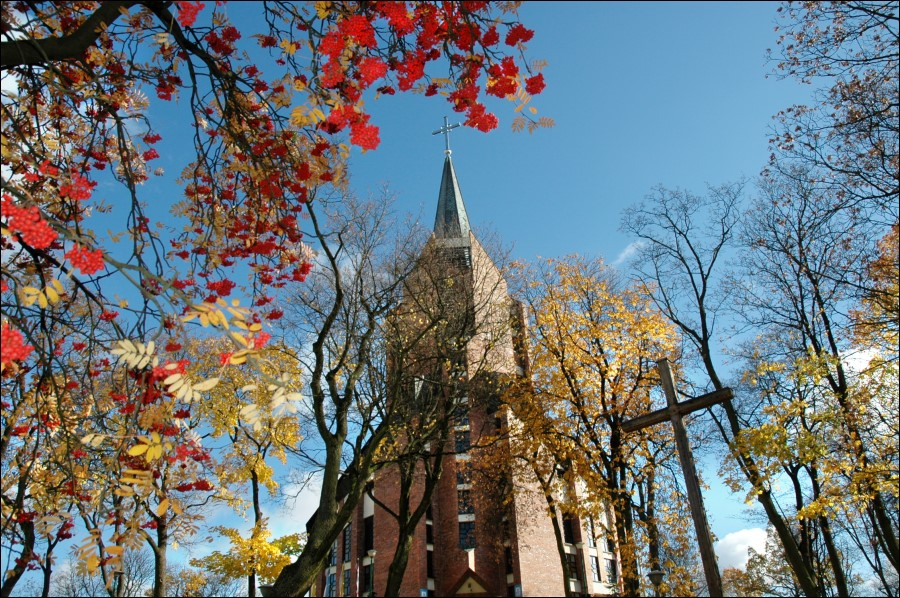
An der Stelle des kriegszerstörten evangelischen Gotteshauses 1987 errichtete Pfarrkirche

- Zwischen 1990 und 1994 entstand die dritte Kirche in Olecko. Sie wurde am 16. September 1994 von Bischof Edward Samsel eingeweiht. Ihr Name lautet: Kościół Świętej Rodziny („Heilige-Familie-Kirche“).
- Eine vierte Kirche wurde von 1994 bis 1995 errichtet, die am 28. Juni 1995 geweiht wurde. Die dazugehörige Pfarrgemeinde wurde am 1. September 1998 durch Bischof Wojciech Ziemba errichtet. Das Gotteshaus trägt den Namen Kościół Wniebowzięcia Najświętszej Maryi Panny („Mariä-Himmelfahrt-Kirche“).

#### Pfarreien
Zählte im Jahre 1890 die damalige katholische Pfarrei Marggrabowa lediglich 108 Kirchenglieder in der Stadt, so war eine weitaus größere Zahl von ihnen in einem den ganzen Kreis Oletzko umfassenden Bereich zu betreuen. Seit 1945 stellt sich die Situation ganz anders dar: heute gibt es in der Stadt Olecko vier katholische Kirchen, in der Umgebung der Stadt noch weitere neun Pfarrgemeinden. Sie gehören seit 1992 zum Bistum Ełk der Katholischen Kirche in Polen.

#### Dekanate Olecko
Olecko ist der Sitz zweier Dekanate im Bistum Ełk:
- Dekanat Olecko – Niepokalanego Poczęcia Najświętszej Mary Panny, mit den Pfarreien:
  - Cichy, Judziki, Kowale Oleckie, Olecko (Mariä Empfängnis), Olecko (Heilige Familie), Świętajno und Szarejki;
- Dekanat Olecko – Św. Jana Apostoła, mit den Pfarreien:
  - Cimochy, Gąski, Olecko (Kreuzerhöhung), Olecko (Mariä Himmelfahrt), Szczecinki und Wieliczki.

### Jüdisch
Etwa ab 1830 ließen sich die ersten Juden in Olecko nieder und rund zehn Jahre später gründeten mehrere jüdische Familien dort eine kleine Gemeinde, die nach 1840 eine Synagoge und einen Friedhof errichtete. 1880 war die Gemeinde auf 103 Mitglieder angewachsen, zu Beginn der nationalsozialistischen Gewaltherrschaft waren es noch etwa 75. Bis 1937 sank die Zahl auf 57 und bis 1939 auf 25. Bei der Reichspogromnacht wurde die Synagoge abgebrannt. Auch der Friedhof wurde zerstört. 1940 war die Stadt dann „judenfrei“.

## Gemeinde

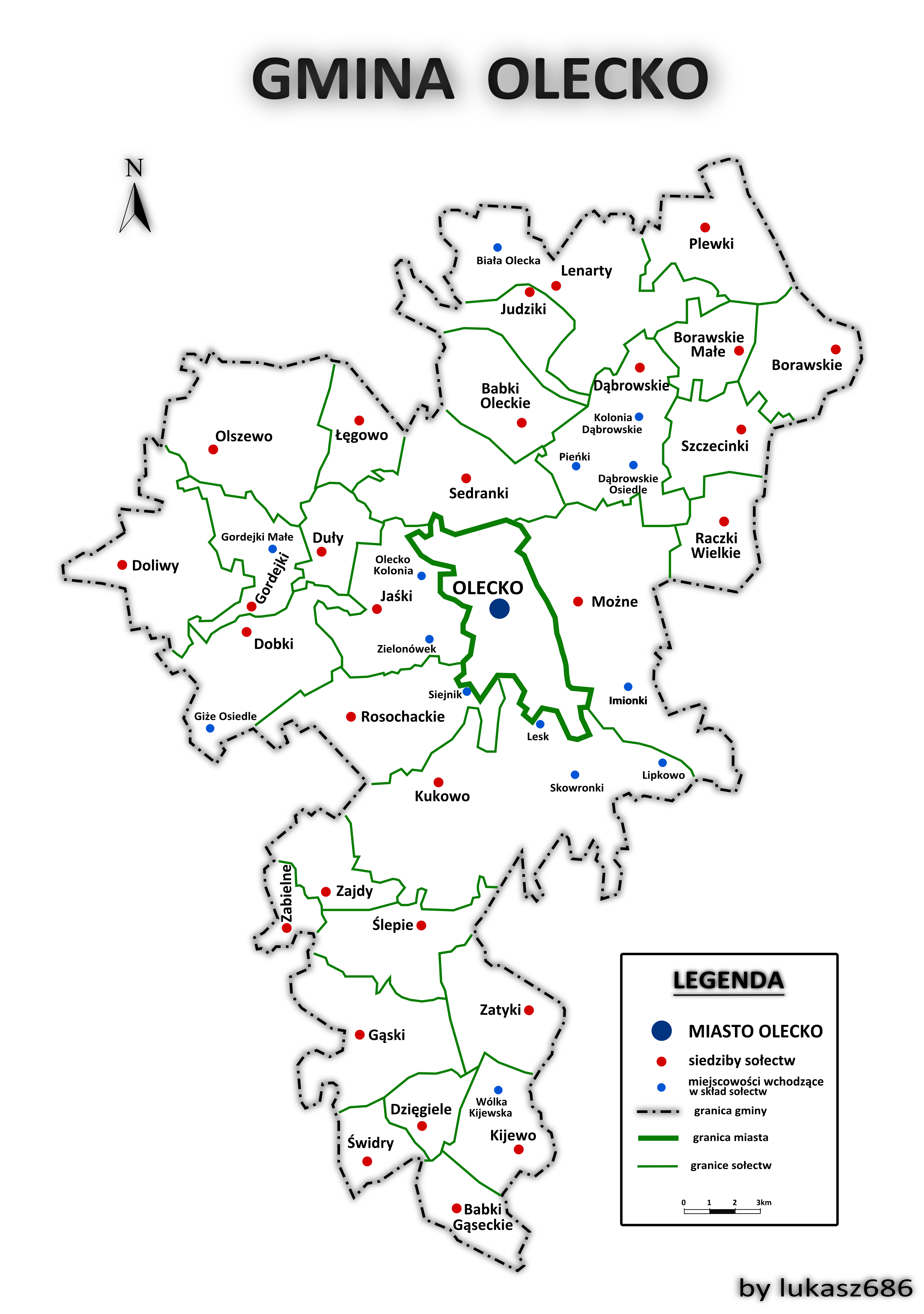
Übersichtsplan Gmina Olecko

Zur Stadt-und-Land-Gemeinde (gmina miejsko-wiejska) Olecko mit einer Fläche von 266,6 km² gehören die Stadt selbst und 33 Dörfer mit 34 Schulzenämtern.

## Verkehr
Der am westlichen Ende der Stadt gelegene Bahnhof war ein regionaler Eisenbahn-Knotenpunkt.
1879 eröffnete die Preußische Ostbahn die Strecke Gołdap–Ełk (Goldap–Lyck). Es folgten 1908 und 1918 die Staatsbahnstrecken nach Kruklanki (Kruglanken) und Suwałki. Die 1911 eröffneten Treuburger Kleinbahnen nach Mieruniszki (Mierunsken) – Garbassen und Schwentainen bei Sulejki (Suleiken) wurden 1944/1945 zerstört und sind nicht wieder aufgebaut worden.
Im Sommer 2008 gab es Reisezugverbindungen nach Suwałki (nur Schnellzüge, teils nur in den Sommermonaten) und Ełk (zwei tägliche Personenzüge sowie Schnellzüge, teils nur in den Sommermonaten). 2018 findet nur noch Güterverkehr statt; Ladegut ist Kies.

## Söhne und Töchter der Stadt
- Peter Acht (1911–2010), Diplomatiker und Historiker
- August Ballnus (1807–1871), Stifter des Ballnus’schen Waisenhauses
- Julius Bergenroth (1817–1896), Altphilologe, Mitglied des Preußischen Abgeordnetenhauses, Ehrenbürger von Thorn
- Gustav Adolf Bergenroth (1813–1869), Historiker
- Kurt Blumenfeld (1884–1963), Zionist
- Theo von Brockhusen (1882–1919), Maler
- Józef Gajewski (1948–2010), Bürgermeister von Suwałki
- Werner Hoosmann (1887–1947), Stadtkämmerer, kommissarischer Oberbürgermeister in Mülheim an der Ruhr
- Ernst Gustav Jäger (1880–1954), Bildhauer
- Miriam Magall (1942–2017), deutsch-israelische Schriftstellerin, Publizistin und Übersetzerin
- Alfred Prang (1887–1967), Ministerialdirektor
- Armin Schmidtke (* 1943), Psychologe
- Theodor Tolsdorff (1909–1978), Generalleutnant der Wehrmacht
- Irma Uschkamp (1929–2014), Politikerin
- Arthur Zimmermann (1864–1940), Diplomat.

## Trivia
- Marggrabowa beziehungsweise Treuburg spielt eine maßgebliche Rolle in dem im Jahr 1932 angesiedelten Kriminalroman Die Akte Vaterland. Gereon Raths vierter Fall von Volker Kutscher, der die Volksabstimmung von 1920 und das Selbstverständnis der Stadt in den letzten Jahren der Weimarer Republik thematisiert.